# Cradle of Filth
Pour les articles homonymes, voir COF.
Cradle of Filth (COF) est un groupe de black metal britannique, originaire de Suffolk, en Angleterre. Le groupe est fondé en 1991 par Darren « Daz » White, Jon Richard, Paul Ryan et Daniel Lloyd Davey, alias Dani Filth. Au cours de leur carrière, leur genre a évolué, débutant avec du death metal et se dirigeant progressivement vers un style de black metal symphonique. Cradle of Filth est couramment qualifié de groupe de metal extrême. Les textes abordent le satanisme (au début), l’érotisme, le romantisme, le diable, la mythologie, et autres histoires d'horreur.

## Biographie

### Débuts (1991–1993)

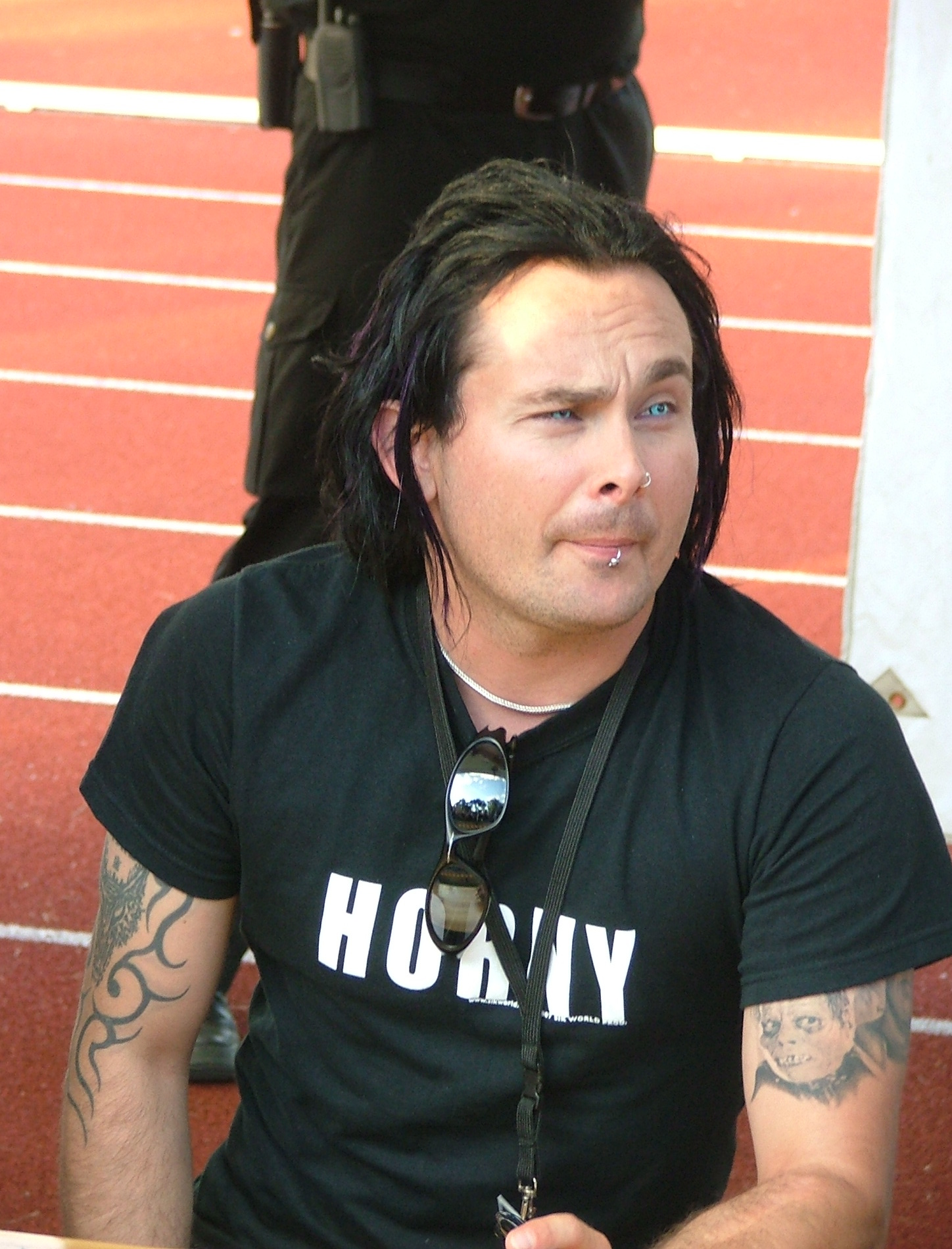
Dani Filth (en 2008), l'un des membres fondateurs du groupe.

Cradle of Filth est fondé dans les environs d'Ipswich (Suffolk) en 1991 par Daniel Lloyd Davey alias Dani Filth (voix), Paul Ryan (guitare), Jon Richard (basse), et de Darren « Daz » White (batterie),. À ses débuts, la nouvelle entité se fait connaître sous le nom de « Burial » avant d'opter pour « Cradle of Filth » (un autre groupe originaire de Liverpool portant déjà le même nom).
Cradle enregistre sa première démo intitulée Invoking the Unclean en 1992 dans un style ancré death metal avec des voix entièrement gutturales. Peu de temps après, le groupe intègre un second guitariste en la personne de Robin Eaglestone. Suivent plusieurs enregistrements dont The Black Goddess Rise (démo, 1992) et A Pungent and Sexual Miasma (split avec le groupe Malediction, 1992). La même année, les Anglais réalisent leur premier concert sur leur sol avec les Scandinaves de Cadaver et de Red Harvest. La seconde démo, Orgiastic Pleasures Foul (1992) s'accompagne du départ de Jon Richard, parti fonder Hecate Enthroned. Robin devient le bassiste du groupe, Paul Allender (deuxième guitare) et Benjamin Ryan (clavier) intègrent le line-up. La même année, Cradle signe chez Tombstone Records et prévoit d'enregistrer Goetia qui ne sera jamais édité. Les séances studio n'ayant jamais été payées par le label, les enregistrements seront effacés). Darren part fonder Anathema, et Was Sarginson (batterie) rejoint le groupe mais seulement pour quelques concerts.

### Cacophonous Records (1993–1996)

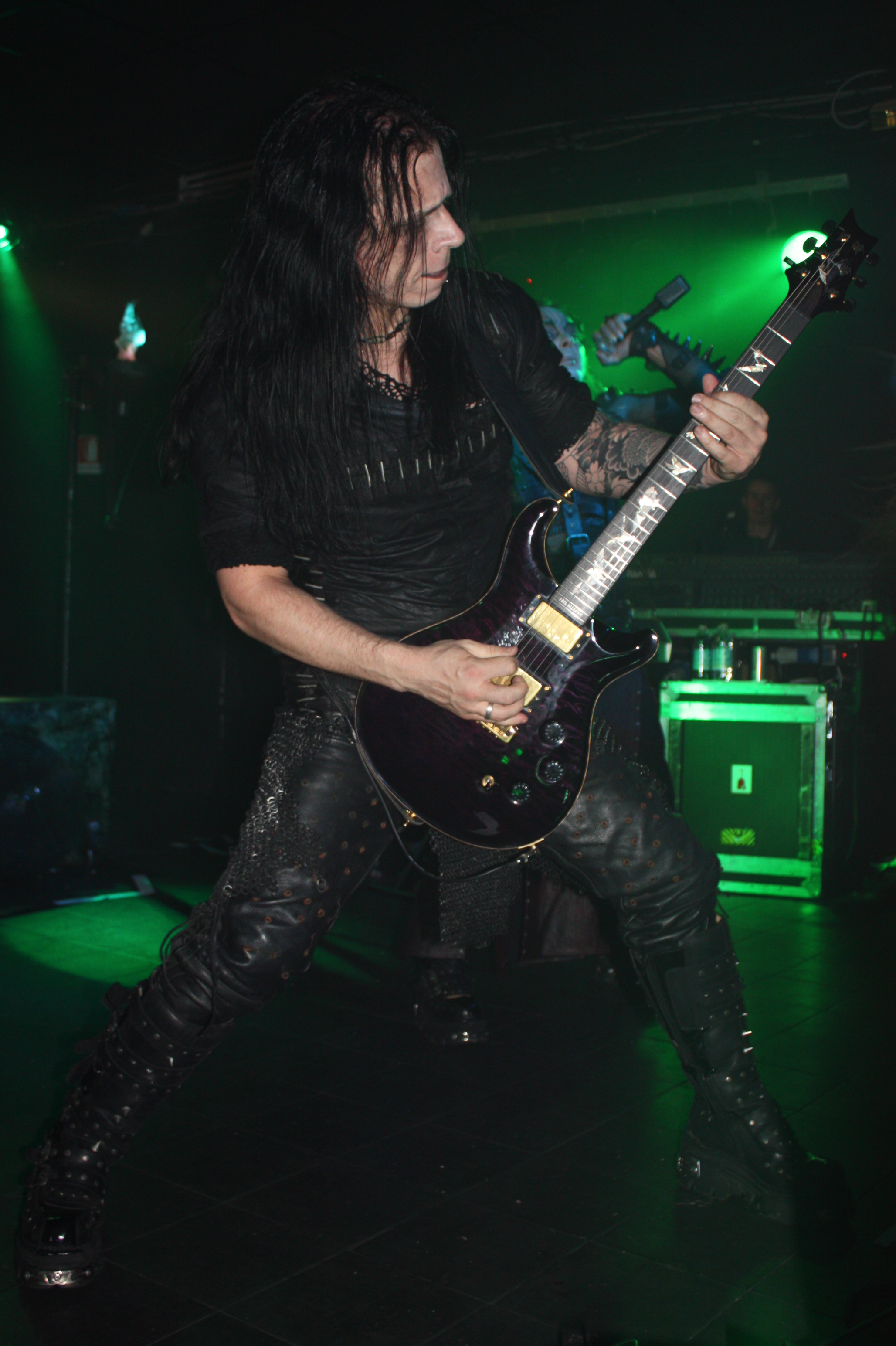
Paul Allender.

La carrière du groupe ne commence réellement qu'en 1993. Leur troisième démo Total Fucking Darkness (en réalité, la cassette promotionnelle de l'album Goetia (1992)) permet à Cradle of Filth de signer avec Cacophonous Records. La stratégie du label est de sortir un CD single mais le groupe insiste pour lancer un album complet. En février 1994, Cradle réapparaît avec un nouveau visage : Nicholas Barker (batterie), et l'album The Principle of Evil Made Flesh. Ce premier album se situe entre le death metal et le black metal, direct et efficace, avec peu de raffinement (ne serait-ce que pour la pochette du CD pour le moins remarquable) et beaucoup de puissance macabre[réf. nécessaire]. Les textes sont très influencés par le sexe, la mort et le mythe des vampires,. D'ailleurs, le groupe prétend non pas jouer du black metal mais créer le Supreme Vampiric Evil. Cet album leur permet de tourner, en 1994, avec At the Gates et Anathema et leur donne l'honneur de réaliser la première partie de la tournée anglaise d'Emperor.
Les frères Ryan ainsi que Paul Allender partent fonder The Blood Divine, les manageurs partent avec les recettes des concerts, l'hebdomadaire Kerrang! ne cesse de railler l'imagerie du groupe et leur musique et le propriétaire de leur maison de disques s'obstine à ne pas verser un seul royalties des ventes de leur premier album[réf. nécessaire]. D'ailleurs, le calamiteux contrat signé avec cette maison de disques va interdire toute activité au groupe pendant 18 mois. Cradle of Filth veut quitter Cacophonous Records mais pour cela le groupe a besoin de sceller son contrat d'une ultime livraison (dont il cédera les droits pour recouvrer sa liberté au terme d'une interminable procédure légale). D'où le mini Vempire or Dark Faerytales in Phallustein.
Enregistré en 1995, Vempire ne sort qu'en 1996. Ce disque marque un tournant vers un style plus black atmosphérique, avec une ambiance plus aérienne et une production plus travaillée, mais sans sacrifier la puissance, l'agressivité ou la vitesse. Pour l'occasion, Cradle intègre trois nouveaux membres : Stuart Anstis et Jared Demeter (la rumeur veut que ce soit en réalité Stuart Anstis, le groupe voulant à l'époque apparaitre comme un sextet[réf. nécessaire]) aux guitares, et Damien Gregori aux claviers. Vempire est le premier enregistrement dans lequel apparaît la vocaliste Sarah Jezebel Deva. Cradle retrouve sa liberté et peut passer à la vitesse supérieure.

### Music for Nations (1996–2001)
En 1996, Cradle of Filth intègre Gian Pyres en tant que second guitariste. Initialement prévu pour sortir en 1995 chez Cacophonous Records, Dusk... and Her Embrace sort finalement chez Music for Nations l'année suivante. La première version de l'album a été remixée en janvier et février 1996 pour sortir dans la foulée de Vempire[source insuffisante]. Dusk... est un album très abouti, qui a obtenu un certain succès auprès des critiques et a permis d'augmenter la notoriété du groupe à travers l'Europe. L'album est un mélange de black et de heavy metal avec des pointes gothiques. Le sextette anglais réussit sur cet opus à intégrer des parties de black metal dans une musique plus « mainstream » pour un résultat décapant et assez original pour l'époque. Dusk..., qui devient rapidement la meilleure vente de toute l'histoire du black metal[réf. nécessaire], est l'album qui a sorti le style de sa relative confidentialité. Avant, le style était complètement underground, après, il est devenu beaucoup plus populaire[réf. nécessaire]. En fin d'année 1997, Damien Gregori (clavier) quitte Cradle of Filth. Il est remplacé par Les « Lecter » Smith.
Alors que la popularité du groupe grandit, en partie grâce à ses concerts qui deviennent de plus en plus théâtraux, Cruelty and the Beast (1998) obtient d'excellentes critiques et se vend à plus de 200 000 exemplaires en dépit d'une mauvaise production. La production justement est beaucoup plus épurée. Le style est plus brutal et plus rapide. Le côté gothique en prend un coup. Délaissant le cortège des loups hurlants à la nuit et la froide ambiance satino-vampirique sévissant sur les précédents opus, l'album relate la vie de la Comtesse Élisabeth Báthory qui vécut il y a environ 4 siècles et qui est passée à la postérité pour avoir fait tuer près de 600 jeunes filles. En tout début d'année 1999, après la dernière tournée consécutive à la sortie de Cruelty and the Beast, Nicholas Barker quitte le groupe en partie à cause de la production de Cruelty, mais surtout car il ne souhaitait pas servir de faire valoir selon ses propres mots[réf. nécessaire].
Puis, Cradle s’attelle à l'enregistrement du titre, From the Cradle to Enslave ainsi que son premier vidéo clip du même nom (une version censurée et une version « dite » non censurée), dans lequel la nudité et le gore sont à l'honneur. L'intérim à la batterie est assuré par Was Sarginson puis Dave Hirschheimer. Durant cette période, des tensions apparaissent entre d'un côté Dani Filth, Robin Eaglestone et Gian Pyres et de l'autre Stuart Anstis et Les « Lecter » Smith à tel point que Gian finit par quitter le groupe. Durant l'été, Dave Hirschheimer ne faisant pas l'affaire, c'est Adrian Erlandsson (ex-membre du groupe At the Gates) qui prend la place derrière les fûts pour la tournée américaine. Les problèmes internes au groupe n'étant pas résolus après leur retour en Angleterre, Dani décide de renvoyer Stuart. Lecter, après un délai de réflexion, quitte Cradle reprochant à Dani Filth de considérer Cradle of Filth comme un projet solo (« Dani and the Filth » disait-il en plaisantant). Gian réintègre Cradle ainsi que le guitariste de ses débuts (Paul Allender). L'EP From the Cradle to Enslave sort non sans mal en novembre 1999.
Le groupe, qui a accueilli en ses rangs Martin Powell (ex-membre de My Dying Bride), sort Midian en 2000. Plus proche de Dusk... and Her Embrace que de Cruelty and the Beast, Midian est agréable à l'écoute, varié, chargé d'ambiances et toujours fidèle au style si identifiable de Cradle. Moins commercial que l'EP From the Cradle to Enslave, l'album est chargé de riffs puissants (parfois à la limite du death), de claviers, de chœurs majestueux, de vocalises variées et moins criardes qu'auparavant. Cradle of Filth connait une longue période entre la parution de Midian et son successeur, période qui n'en est pas pour autant la moins remplie. Bitter Suites to Succubi (2001) est édité par le propre label du groupe Abracadaver et contient quatre nouveaux titres, le réenregistrement de trois titres issus de The Principle of Evil Made Flesh, deux instrumentaux et une reprise du groupe The Sisters of Mercy, No Time To Cry. Stylistiquement similaire à Midian, cet album est unique car seul album de Cradle présentant le même line-up que son prédécesseur. Considéré comme un EP, il n'atteint pas les canons du groupe[Quoi ?]. Sort en mai 2002, le double CD Lovecraft and Witch Hearts, qui ne regroupe que des titres des albums et EP sortis sur Music For Nations, soit trois albums et un EP. En guise de bonus, sont présentes quelques versions différentes de certains morceaux du répertoire des Anglais (Thirteen Autumns and a Widow, Amor E Morte et Of Dark Blood and Fucking. Cette compilation, sorte de best of, scelle un peu plus la fin de la collaboration avec le label Music For Nations. S'ensuit un album live, Live Bait for the Dead (2002), sorti chez Abracadaver. Il s'agit du même live que celui présent sur le DVD Heavy Left-Handed and Candid. Le deuxième CD ne propose que des versions démo, des remixes, quelques soundcheck[Quoi ?] et des reprises.

### Interlude Sony (2003–2004)

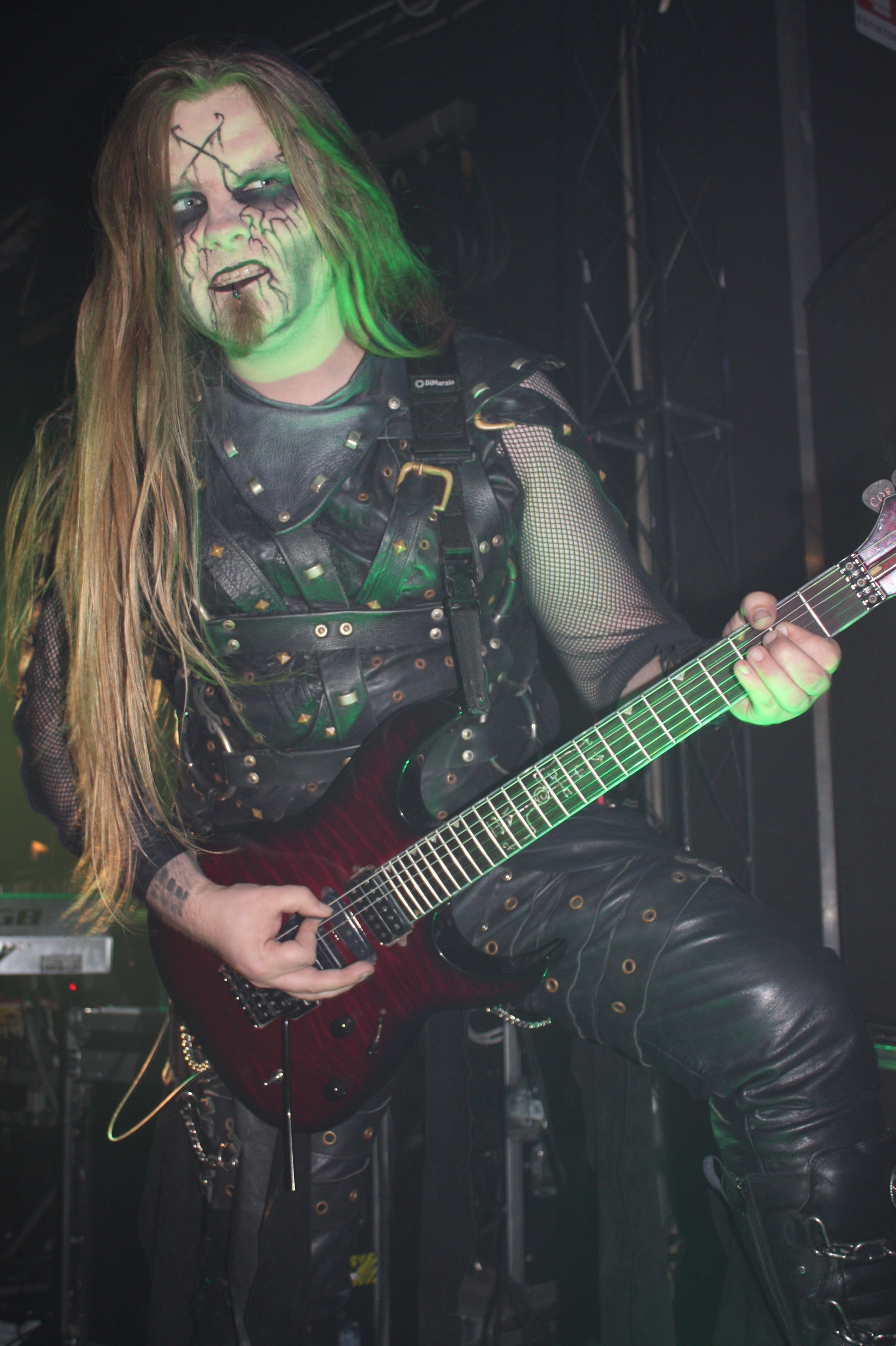
James McIlroy.

Finalement, les membres du groupe (principalement Dani) trouvent le temps d'apparaître dans le film Cradle of Fear, en même temps qu'ils négocient leur premier contrat avec la major Sony Music. Après les pseudos best of, Cradle présente enfin Damnation and a Day en 2003. Le line-up subit pour l'occasion quelques modifications ; pour la première fois, Cradle of Filth se présente sous la forme d'un quintette. Dave Pybus prend la place de Robin Eaglestone à la basse, et Gian s'en est allé (il sera remplacé par James McIlroy lors de la tournée qui suivit la sortie de l'album). Ce coup-ci, les Anglais ont des moyens à la hauteur de leurs ambitions, et c'est un orchestre symphonique au grand complet avec des violons, des cuivres mais surtout une vraie chorale qui remplace les synthétiseurs sophistiqués des albums précédents. Cradle a toujours réussi le pari de compositions riches et variées, souvent ambitieuses, mais toujours cohérentes, de mieux en mieux construites[réf. nécessaire]. Cet album présente le goût des choses plus compactes et directes qui avaient marqué Midian.
Mais, Damnation… n’est pas aussi flamboyant que Midian, aussi nocturne que Cruelty, et ce n’est pas lui qui supplantera Dusk... dans le cœur de ceux qui se bercent encore dans le regret de son romantisme extraordinaire[réf. nécessaire]. Dépassant ces prédécesseurs d'une vingtaine de minutes, l'album est jugé[Par qui ?] long et lourd. Sentant l'enthousiasme de Sony rapidement baisser[réf. nécessaire], Cradle passe chez Roadrunner,.

### Roadrunner Records (2004–2009)

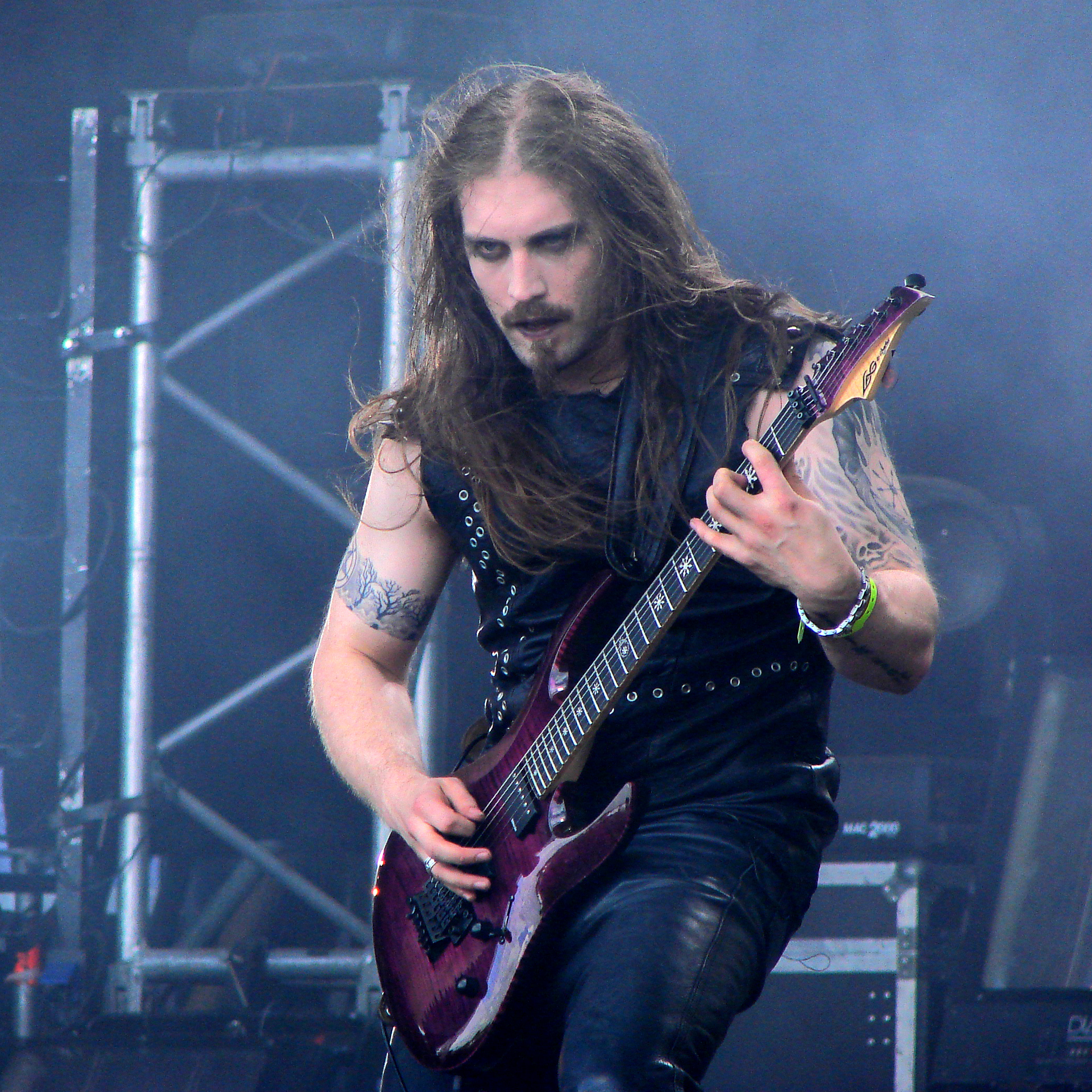
Charles Hedger, guitariste du groupe de 2006 à 2008.

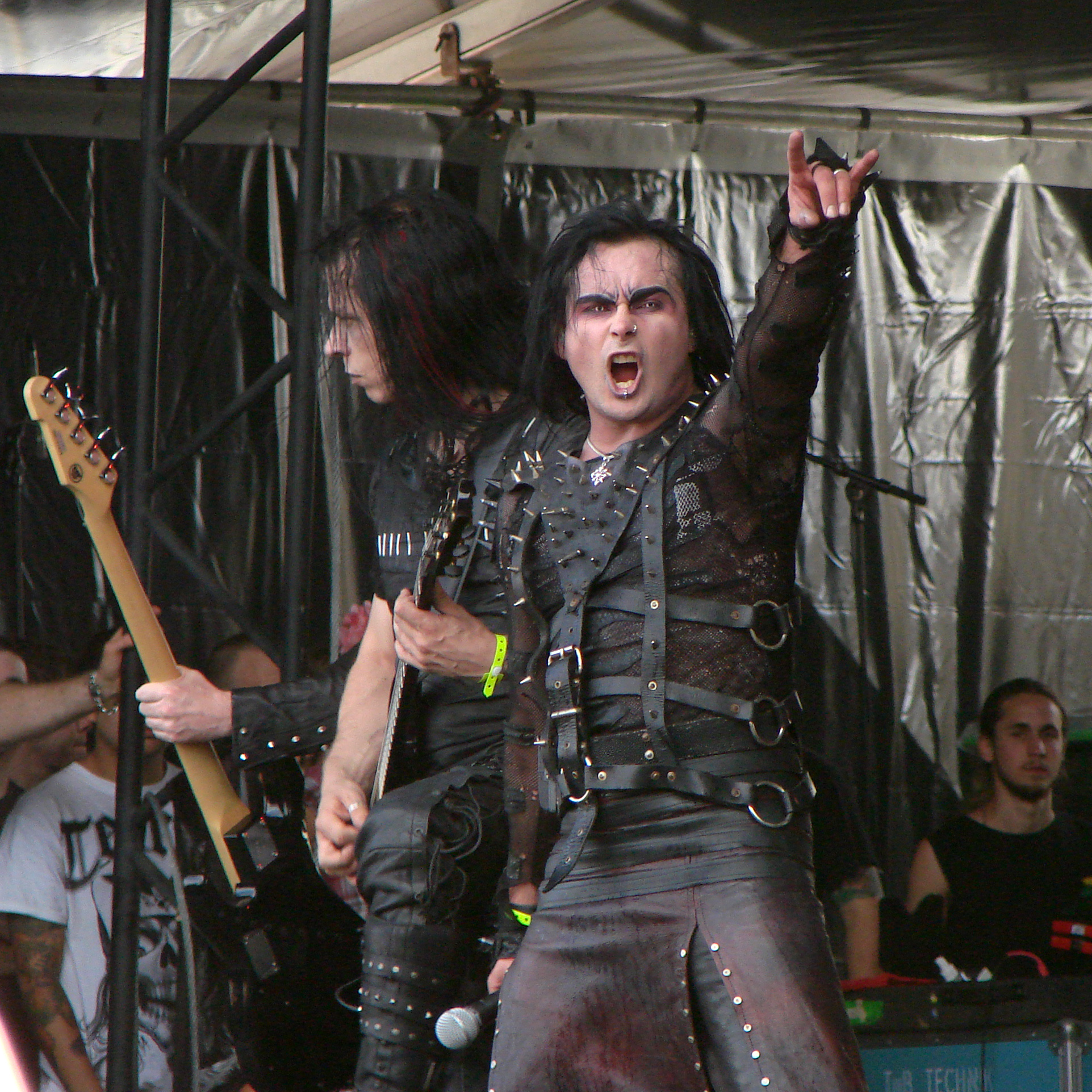
Cradle of Filth au Hellfest 2009.

En 2004, Cradle revient avec un nouveau label et un nouvel album. Nymphetamine n'est constitué que de purs riffs, heavy, thrash, un peu de death et d'aura black. Nymphetamine débute à la 89e place du Billboard 200 avec 14 000 exemplaires vendus une semaine après parution. Le pari était risqué de se recentrer sur le thrash et les breaks coup de poing, de ne plus compter que sur la qualité intrinsèque des mélodies et des structures pour ouvrir grandes les portes du vaste univers de Cradle, délaissant les interludes et les sur-mixages de clavier nocturne, les effets d'ambiances et les prétentions romanesques pour ne plus miser que sur les trouvailles au piano et les pizzicati, et se concentrer sur un jeu à deux guitares. En 2005, le bassiste, Dave Pybus fait une pause avec Cradle of Filth pour créer son propre label, Sixsixsix Records. Il est remplacé par Charles Hedger. Les 2 et 3 avril 2005, le groupe britannique remplit l'Élysée Montmartre à Paris, en France ; les cadreurs pouvant être aperçus sur la scène annoncent la sortie d'un DVD live intitulé Peace Through Superior Firepower, contenant le tournage du concert, six clips et un documentaire sur la vie du groupe, qui paraîtra le 21 novembre la même année.
Leur album, Thornography, sorti le 16 octobre 2006,, marque à nouveau un changement de style musical du groupe laissant de côté tous les éléments caractérisant le groupe. Cet album est très critiqué par la presse spécialisée et par les fans de la première heure. En effet, les riffs de guitare ressemblent de plus en plus à des riffs de thrash metal qu'à du black metal. Les orchestrations symphoniques sont moins présentes que par le passé (Cradle of Filth ne disposant plus de claviers depuis le départ de Martin Powell peu de temps avant l'écriture de l'album) et les chœurs féminins sont presque inexistants. À noter la présence de la reprise Temptation (reprise du groupe Heaven 17) changeant complètement le style de Cradle of Filth[réf. souhaitée].
Octobre 2008, Cradle of Filth sort un nouvel opus intitulé Godspeed on the Devil's Thunder, album-concept qui retrace la vie de Gilles de Rais aussi appelé Barbe Bleue. Cet opus présente des similitudes avec ceux qui ont fait la gloire du groupe anglais. Même si la volonté d'un retour aux sources semble aux premiers abords on-ne-peut-plus présente, un nombre d'écoutes suffisant prouvera facilement que Godspeed on the Devil's Thunder est avant tout un album original et varié, sans pour autant surfer sur la nostalgie d'un Dusk... and Her Embrace. Si le départ de Nicholas Barker avait été une perte considérable pour le groupe, l'arrivée de Martin Skaroupka semble être son élément salvateur. Le batteur tchèque gratifie des blasts les plus rapides jamais entendus chez Cradle mais son rôle ne se limite pas à cela, toutes ses parties de batteries sont volontairement agressives et bien moins simplistes que celle de son prédécesseur sur Thornography. Ajouté à cela un Paul Allender qui retrouve le chemin de l'inspiration, un clavier qui ne se limite plus à trois notes par morceaux, un Dani Filth au chant définitivement extrême[réf. nécessaire]. Godspeed on the Devil's Thunder, ne se résume pas pour autant à une débauche de violence, depuis Midian, Cradle of Filth avait habitués à de très bons titres mid-tempo résolument tournés vers la mélodie, le groupe perpétue ici cette tradition avec The Death Of Love et son chant féminin. Épiques, mélodiques, tous les types de morceaux se mélangent dans une parfaite harmonie sur Godspeed on the Devil's Thunder[réf. nécessaire].

### Peaceville (2010–2014)

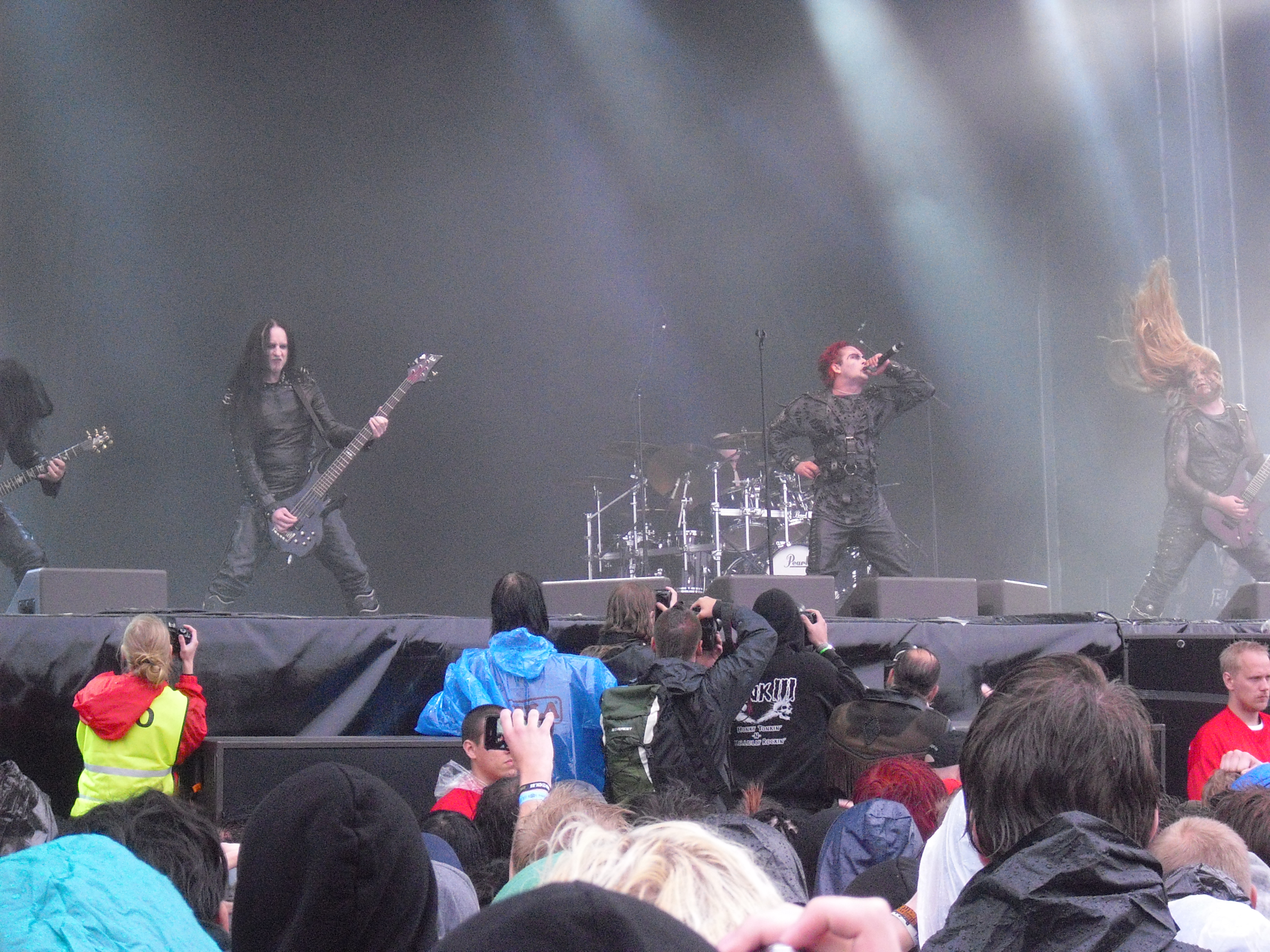
Cradle of Filth, sur scène au festival Metaltown, en juin 2011.

Après cinq ans de collaboration, Cradle quitte Roadrunner. Le groupe veut être maître de son destin en choisissant de sortir l'album sur leur label Abracadaver conjointement avec Peaceville Records (écurie de groupes tels que Darkthrone, Katatonia, My Dying Bride, parmi beaucoup d'autres). Dani Filth décrit la démarche comme étant « un choix de s'éloigner de l'étroitesse d'esprit et des restrictions artistiques imposées par les grandes maisons de disques » et décrit le climat financier de l'époque comme étant « l'occasion idéale pour à nouveau reprendre notre liberté avec l'avantage supplémentaire d'être le plus gros poisson de la piscine et d'être entouré de personnes sélectionnées pour réaliser le meilleur travail possible. Et plus important... qui aiment toujours autant la musique ».
Cradle of Filth, composé de Dani Filth au chant, Paul Allender et James McIlroy à la guitare, Dave Pybus à la basse, Martin Skaroupka à la batterie et Ashley Ellyllon (ex membre d'Abigail Williams) aux claviers, est entré au studio de Bury St Edmunds à Suffolk en avril 2010 pour travailler sur le nouvel album intitulé Darkly, Darkly, Venus Aversa sorti le 1er novembre de la même année. L'histoire présente un conte horrifique racontant la résurgence de Lilith (première femme d'Adam bannie du jardin d'Eden par Dieu car elle refusait d'avoir des rapports sexuels avec lui) dans une société moderne en tant que déité. Les textes, écrits par Dani Filth, parlent de sexe, d'érotisme et d'occulte, avec des références à la mythologie grecque, à l'ordre des Templiers et à l'époque victorienne.
Après la sortie de Darkly, Darkly, Venus Aversa, et pour faire patienter ses fans, Cradle finalise un travail débuté trois ans auparavant, Midnight in the Labyrinth paru en 2012. Si, à la base, ce projet se voulait être un simple album de réenregistrements, la bande à Dani laisse rapidement tomber cette idée pour s'orienter vers quelque chose de plus original, à savoir un recueil en version orchestrale des plus grands « tubes » du groupe. La même année, le combo maintenant réduit à un trio (composé de Dani Filth, Paul Allender et Martin Sharoupka) sort son dixième album The Manticore and Other Horrors en 2012,.

### Nuclear Blast (depuis 2015)

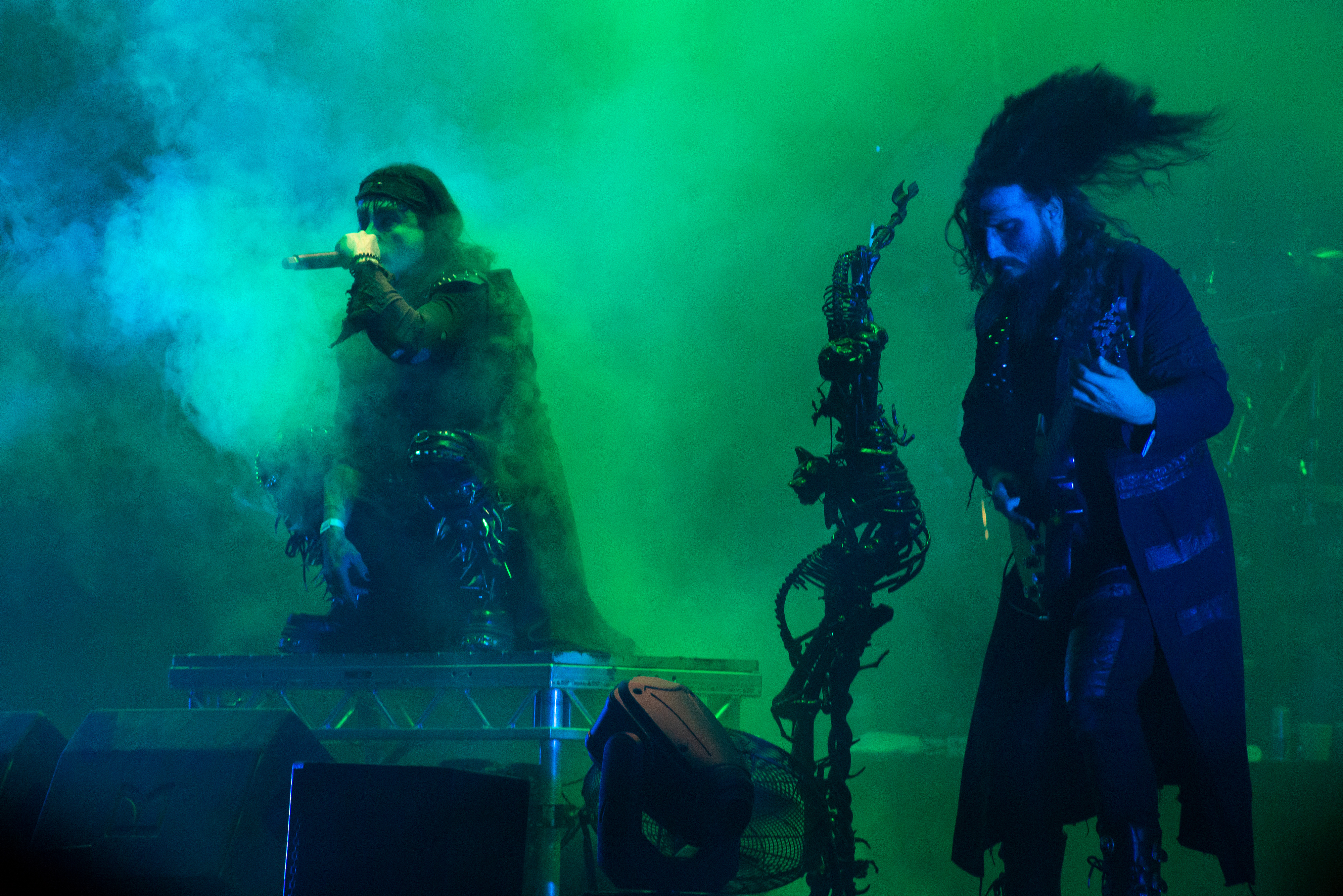
Le groupe au Hellfest 2019

En avril 2014, Paul Allender déclare sur son compte Facebook qu'il quittait de nouveau Cradle of Filth, afin de s'occuper de son nouveau groupe White Empress. Dani Filth déclare à propos du départ d'Allender: "Paul était très fasciné [sic] par son propre projet et il n'a pas pu participer à la tournée pour des raisons personnelles. Depuis lors, le groupe s'est développé en tant qu'unité, nous n’avons écrit qu'avec un seul guitariste pour les trois derniers disques et nous avons maintenant deux guitaristes très compétents. Paul avait une très forte opinion sur le fait de faire ça [écrire les parties de guitare], et nous sommes un groupe composé de deux guitaristes. James McIlroy a également quitté le groupe à peu près à ce stade en raison d'une intervention chirurgicale imminente pour une lésion médullaire." Les deux guitaristes ont été remplacés pour les tournées à venir par Marek "Ashok" Šmerda des groupes tchèques Root et Inner Fear et Richard Shaw des groupes anglais Emperor Chung et NG26.
Le 2 avril 2014, Cradle of Filth a annoncé sur leur site qu'ils travaillaient sur la suite de The Manticore and Other Horrors. Dani a annoncé qu'ils attendaient la sortie de l'album pour le printemps 2015 et que trois chansons avaient déjà été écrites.

    Pour le moment, les six membres travaillent sur l'album ... Tout le monde y a contribué, que ce soit Lindsay la claviériste, Martin le batteur - tout le monde a travaillé très dur. Nous devons terminer la plus grande partie de l'album avant de tourner en Russie, donc nous avons encore deux semaines et demie et je dois finaliser les paroles de quelques chansons, mais les chansons sont à peu près là; il suffit de déplacer des trucs et de mettre une instrumentation étrange ... Cet album sera très axé sur deux guitares, plein de mélodies très rapides comme sur Dusk... and Her Embrace et Cruelty and the Beast. Nous visons pour l'instant 16 à 20 pistes, puis nous les trierons [sic] pour nous assurer que nous avons le meilleur. C'est très excitant,. 
     - Dani Filth

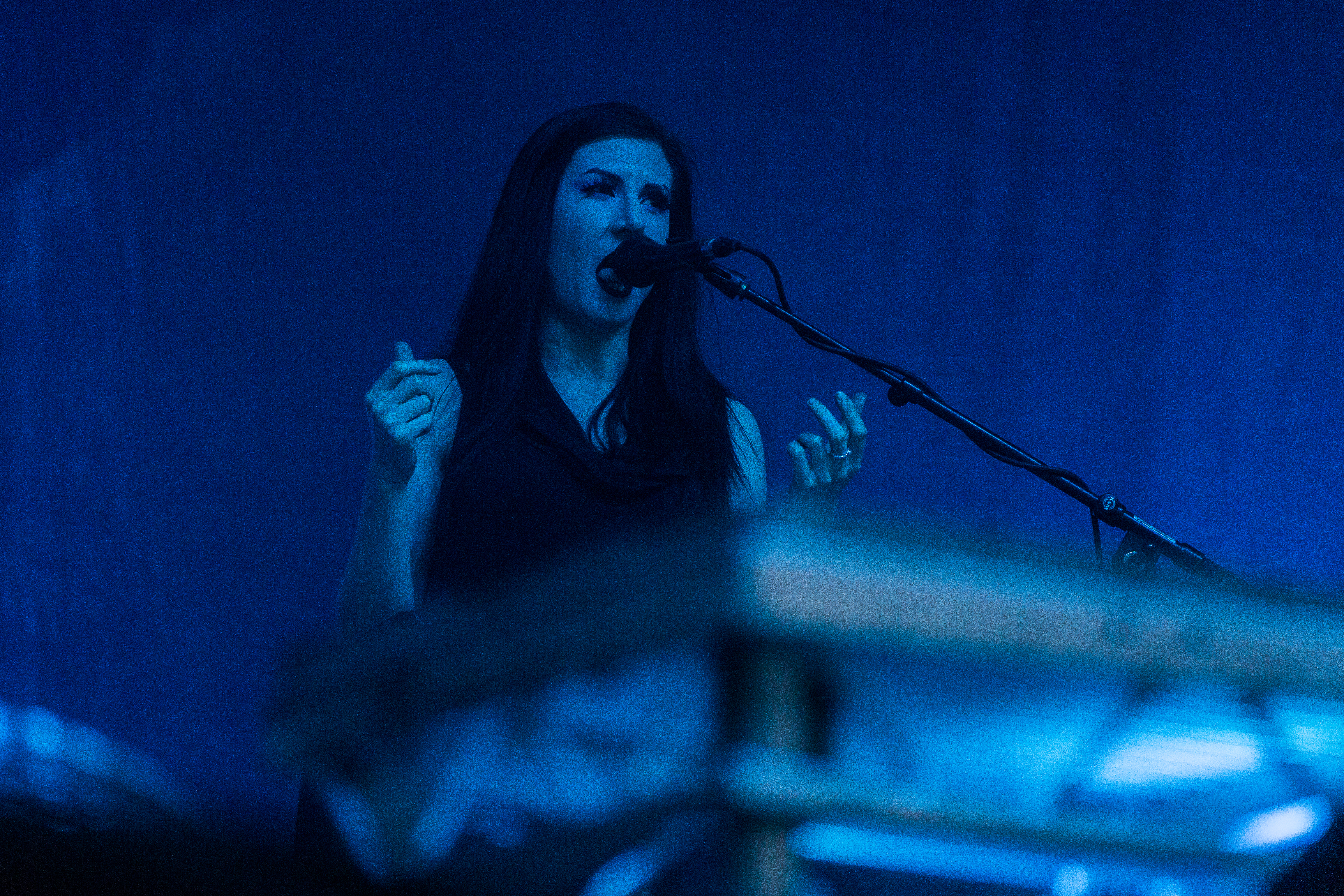
Lindsay Schoolcraft claviériste et chanteuse, quitte le groupe au début de 2020.

Le 11 novembre 2014, le groupe annonce sur leur page Facebook officielle qu'ils avaient signé à Nuclear Blast Records pour leur nouvel album et qu'ils devaient commencer à enregistrer cet album, qui serait la suite de The Manticore and Other Horrors, plus tard le même mois. Début 2015, un titre provisoire de l'album a été révélé : Hammer of the Witches (inspiré du traité de 1486 sur la poursuite des sorcières par Heinrich Kramer). Ce titre a finalement été confirmé comme officiel. L'album a été enregistré aux studios de Grindstone dans le Suffolk, en Angleterre, avec une date de sortie initiale provisoire, le 26 juin. Les 21 et 22 mars, le groupe a filmé des scènes pour un clip de la chanson "Right Wing Of The Garden Triptych". Le tournage c'est fait dans le hangar de la caserne de pompiers de l'ancienne base militaire américaine de Bentwaters, avec des scènes narratives supplémentaires (mettant en vedette des actrices dans un cadre de bondage) filmées dans une ferme près de l'Imperial War Museum Duxford. La vidéo a été réalisée par Sam Scott-Hunter.
Le 21 avril 2015, la date de sortie de l'album a été reconfirmé pour juillet et le groupe a révélé l'illustration de la couverture de Hammer of the Witches par l'artiste post-moderniste Arthur Berzinsh. L'album est sorti via Nuclear Blast le 10 juillet 2015. La tournée mondiale qui a suivi comprenait la plus grande série de dates britanniques du groupe depuis huit ans en fin 2015 suivis d'une série de spectacles nord-américains au début de 2016.
Le 16 juin 2017, le titre du prochain album a été donné, il s'appellera Cryptoriana – The Seductiveness of Decay et sort officielle le 22 septembre 2017 chez Nuclear Blast Records.
Le 10 février 2020, est annoncé via les réseaux sociaux du groupe que la claviériste et chanteuse Lindsay Schoolcraft quittait le groupe. Le groupe est actuellement[Quand ?] en studio, travaillant sur la suite de l'album précédent. Le nouvel album devrait sortir plus tard dans l'année

## Paroles et musique

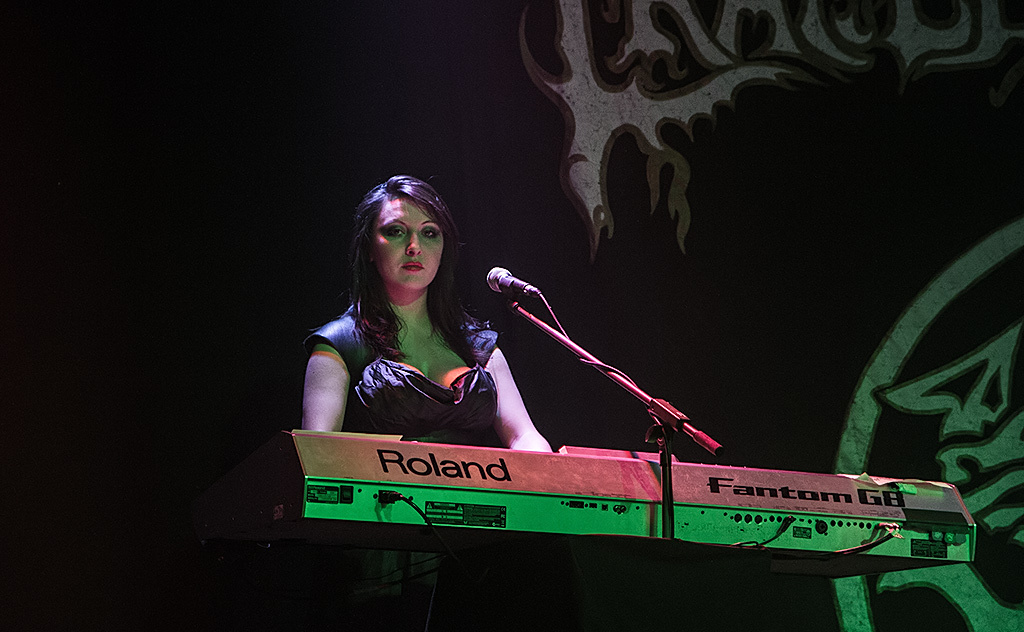
Caroline Campbell en 2012

L'auteur de tous les textes est le leader du groupe - Dani Filth . Le chanteur mentionne les œuvres littéraires de Lord Byron, Percy Shelley, H. P. Lovecraft et de certains films d'horreur comme inspirations majeurs des paroles du groupes. Dans ses textes, Filth utilise le vieil anglais , qui est apprit dans les écoles britanniques comme un exemple de l'utilisation de la langue littéraire "Old English" ainsi que dans les textes de rock contemporains . Pour les paroles de Godspeed on the Devil's Thunder, Filth déclare:« En fait, je ne cherchais pas un thème d'historique de tueur en série, mais une histoire intéressante. Une histoire qui serait sombre et qui cadrerait bien avec l'ambiance provoqué par la musique. Quoi qu'il en soit, c'est toujours le point de départ pour moi. Je me rends compte que pour beaucoup, cette histoire sera assez controversée, car il s'agit de quelqu'un qui était un pédophile et qui a tué des enfants de manière fantaisiste . »
Les premiers enregistrements de Cradle of Filth ont été conservés dans un style se rapprochant du death metal, des éléments de metal symphonique étant audibles aussi . Après la sortie de la quatrième démo, Total Fucking Darkness, le style musical du groupe s'est dirigé vers un son plus black metal . L'affiliation à la tendance black metal avec la popularité croissante de Cradle of Filth est devenue le sujet de discussions et de critiques . Dani Filth dans une interview pour la BBC Radio 5 en 1998 a déclaré: «J'utilise le terme heavy metal plus souvent que black metal (...). Appelez ça comme vous voulez: death metal, black metal, ou tout autre metal… ».
La musique du groupe est décrite comme du Black metal symphonique,  Black metal gothique, Dark metal, du metal gothique extrême ou du metal extrême ,,,,,. Cependant, le développement du son du groupe ne permet pas une catégorisation sans ambiguïté du genre. En 2006, le guitariste Paul Allender dans une interview avec Terrorizer a déclaré: «Nous n'avons jamais été un groupe de black metal. La seule chose que nous avons empruntée était le Corpse paint. Même lorsque The Principle of Evil Made Flesh est sorti - vous regardez les groupes Emperor et Burzum - notre musique ne sonnait pas comme eux. Je vois les choses de cette façon: nous étions et sommes toujours un groupe de metal extrême ». Les guitaristes du groupe accordent leurs guitares au standard C (C-F-B-Es-G-C).

## Polémiques
- Si vous ne connaissez pas le sujet, laissez ce bandeau (vous pouvez alors contacter les auteurs).
- Si vous supprimez le contenu mis en cause (vous pouvez préalablement contacter les auteurs),

argumentez précisément cette suppression dans la page de discussion
(un manque de référence n'est pas un argument ; une recherche réelle de référence doit avoir été effectuée, être formellement documentée).
Beaucoup de polémiques tournent autour du groupe. La plus importante est la qualification de leur style musical. Ils sont plus classés dans le genre horror metal symphonique et rejetés par les puristes du black metal. En effet, le black metal est un mouvement musical underground. Le succès commercial de Cradle of Filth les place totalement à part de ce mouvement « réservé aux initiés » dans la mesure où il a contribué à populariser l'image du black metal alors qu'à ses origines il apparut comme un courant visant à se démarquer de la scène et de l'idéologie death metal de l'époque, vide et commerciale disait-on. Mais bien entendu, c'est toujours la querelle des groupes dits « commerciaux » ou « non commerciaux ». On peut dire qu'ils ont, à la manière des groupes de hard rock comme AC/DC ou de heavy metal comme Iron Maiden, extrait des sons qu'ils ont faits leurs : par exemple, la voix de Dani Filth extrêmement modifiée (extrêmement aiguë ou basse), l'ajout de nappes de synthétiseurs inquiétantes, des guitares très distordues et malgré tout cela, de la douceur avec des voix féminines[réf. nécessaire].
En tant que leader et chanteur du groupe Cradle of Filth, Dani Filth est le seul membre du groupe qui soit resté depuis les débuts de la formation en 1991. Certains anciens membres[Qui ?] l'ont accusé de s'être approprié le succès du groupe et de l'avoir considéré comme un projet solo[réf. nécessaire].
Ce qui a aussi marqué l'histoire du groupe est ce t-shirt avec l'inscription Jesus is a cunt (« Jésus est un connard », en argot anglais) qui a alarmé le Vatican qui l'a qualifié d'« écœurant et provocant »,. Le groupe a repris ces mots comme slogan à l'arrière de la jaquette du DVD Peace Through Superior Firepower.

## Membres

### Membres actuels
- Dani Filth - chant (depuis 1991)
- Martin « Marthus » Skaroupka – batterie, clavier, orchestration (depuis 2006)
- Daniel Firth – basse (depuis 2012)
- Marek « Ashok » Šmerda – guitare (depuis 2014)
- Zoë Federoff – claviers, chant (depuis 2022)

### Membres live et session
- Andrea Haugen est la choriste de l'album The Principle of Evil Made Flesh.
- Darren White apparaît sur A Dream of Wolves in The Snow (The Principle of Evil Made Flesh).
- Le morceau Imperium Tenebrarum (Dernière chanson de l'album The Principle of Evil Made Flesh) a été interprété par le Sataniste et patron du label Cacophonous Records, Frater Nihil[69].
- Bryan Hipp a été guitariste du groupe en 1995[14] mais a eu un grave accident de voiture qui l'a empêché de participer à l'enregistrement de V Empire.
- Was Sarginson a participé à quelques concerts avant la sortie de The Principle of Evil Made Flesh[70] et joue de la batterie sur trois titres de l'EP From the Cradle to Enslave.
- Danielle Cneajna Cottington participe au chant sur V Empire, Dusk… and Her Embrace et Cruelty and the Beast.
- Sarah Jezebel Deva participe à quelques chansons sur la plupart des albums. Elle a désormais quitté le groupe.
- Cronos de Venom réalise un petit speech à la fin du titre Haunted Shores sur l'album Dusk… and Her Embrace
- Ingrid Pitt fait une apparition sur l'album Cruelty and the Beast.
- Dave Hirschheimer fut batteur du groupe lors de quelques concerts en 1999 et pour le tournage du clip du morceau From the Cradle to Enslave (bien que ce soit les parties de Was Sarginson qu'on y entend).
- Martin Powell joue également du violon (en plus du clavier et de la guitare) sur l'album Damnation and a Day.
- Doug Bradley réalise la plupart des parties narratives depuis l'album Midian.
- Liv Kristine de Theatre of Tragedy a prêté sa voix sur le morceau Nymphetamine sur l'album du même nom et sur le titre Vengeful Spirit de Cryptoriana.
- Dirty Harry a prêté sa voix sur la reprise du morceau Temptation, originellement composé par Heaven 17, sur l'album Thornography.
- Ville Valo (le chanteur de HIM) vient jouer les guests sur le titre Byronic Man (Thornography).
- Rosie Smith a été claviériste du groupe de 2006 à fin 2008 mais n'a participé à aucun album durant cette période.
- Mark Newby-Robson participe à l'écriture des albums notamment les orchestrations depuis 2006 (Thornography et Godspeed on the Devil Thunder…). Il a en outre réalisé quelques concerts avec le groupe après le départ de Les 'Lecter' Smith en 1999[71].
- Caroline Campbell a pris le relais Ashley Ellyllon pour la tournée en Amérique du Sud (fin 2010)
- James McIlroy et Paul Allender n'ont pas pris part à la tournée européenne de 2014. Les deux musiciens ont été respectivement remplacés par Ashok (des groupes tchèques Root et Inner Fear) et Richard Shaw (des groupes anglais Emperor Chung et NG26).

### Anciens membres
- James McIlroy - guitare (2004-2005, 2009-2014)
- Paul Allender - guitare (1993-1995, 2000-2014)
- Charles Hedger - guitare, guitare basse (2005-2009)
- Sarah Jezebel Deva - chœurs (1996-2009)
- Gian Pyres - guitare (1996-2003)
- Paul Ryan - guitare (1991-1995)
- Robin Graves - guitare, basse (1992-2001)
- Stuart Anstis - guitare (1995-1999)
- Jared Demeter - guitare (1995-1996)
- Richard Shaw - guitare (2014-2022)
- Darren White - batterie (1991-1992)
- Nicholas Barker - batterie (1994-1998)
- Vas Sarginson - batterie (1998-1999)
- Adrian Erlandsson - batterie (1999-2006)
- Jon Richard - guitare basse (1991-1992)
- Dave Pybus - basse (2001-2005, 2005-2012)
- Benjamin Ryan - claviers (1991-1995)
- Damien Gregori - claviers (1995-1996)
- Les Smith - claviers (1996-1999)
- Martin Powell - claviers (2000-2005)
- Rosie Smith - claviers, chœurs (2005-2009)
- Ashley Ellyllon - claviers, chant (2009-2011)
- Caroline Campbell - claviers, chœurs (2011-2012)
- Lindsay Schoolcraft – claviers, chant (2013-2020)
- Anabelle Iratni – claviers (2021-2022)

## Discographie
- 1992 : Goetia (1992) (jamais édité)
- 1994 : The Principle of Evil Made Flesh (Cacophonus Records, 24 février 1994)
- 1996 : V Empire (or Dark Faerytales in Phallustein) (Cacophonus Records, 22 avril 1996)
- 1996 : Dusk... and Her Embrace (Music for Nations, 28 août 1996)
- 1998 : Cruelty and the Beast (Music for Nations, 27 avril 1998)
- 2000 : Midian (Music for Nations, 30 octobre 2000)
- 2003 : Damnation and a Day (Sony Music UK/AbraCadaver, 10 mars 2003)
- 2004 : Nymphetamine (Roadrunner, 27 septembre 2004)
- 2006 : Thornography (Roadrunner, 13 octobre 2006)
- 2008 : Godspeed on the Devil's Thunder (Roadrunner, 13 octobre 2008)
- 2010 : Darkly, Darkly, Venus Aversa (Peaceville Records/AbraCadaver, octobre 2010)
- 2012 : The Manticore and Other Horrors (Peaceville Records/AbraCadaver, 29 octobre 2012)
- 2015 : Hammer of the Witches (Nuclear Blast Records, 10 juillet 2015)
- 2016 : Dusk... and Her Embrace - The Original Sin (Cacophonus Records, 8 juillet 2016)
- 2017 : Cryptoriana – The Seductiveness of Decay (Nuclear Blast Records, 22 septembre 2017)
- 2019 : Cruelty and the Beast - Re-Mistressed (Music For Nations, 1er novembre 2019)
- 2021 : Existence is Futile (Nuclear Blast Records, 22 octobre 2021)
- 2025 : The Screaming of the Valkyries (Napalm, 2025

## Vidéos
- 1999 : PanDaemonAeon (DVD et VHS)
- 2001 : Heavy Left-Handed and Candid (DVD)
- 2003 : Mannequin (DVD)
- 2003 : Babalon AD (So Glad for the Madness) (DVD)
- 2005 : Peace Through Superior Firepower (DVD)

## Publication
- Cradle of Filth : une bible de décadence et de ténèbres